# 69th (métro de Chicago)
69th (anciennement 69th/State) est une station de la ligne rouge du métro de Chicago située dans la médiane de la Dan Ryan Expressway. La station est située dans le secteur de Greater Grand Crossing.

## Histoire
Comme les autres stations de la Dan Ryan Branch, elle a été construite par le cabinet d’architectes Skidmore, Owings & Merrill et a ouvert ses portes en 1969.
69th a été entièrement rénovée en 2007 tout comme le dépôt de bus et elle est désormais accessible aux personnes à mobilité réduite grâce à l’installation d’ascenseurs. 
Outre une nouvelle signaletique intérieure et extérieure, la station a également reçu un nouveau toit translucide sur l'entierté de son quai.  

## Les correspondances avec lebus
Avec les bus de la Chicago Transit Authority :
- #N5 South Shore Night Bus (Owl Service)
- #29 State
- #30 South Chicago
- #67 67th/69th/71st
- #71 71st/South Shore
- #169 69th/UPS Express

## Dessertes
| Nord/Ouest            |  |             |  | Sud/Est                 |
| --------------------- |  | ----------- |  | ----------------------- |
| 63rd vers Howard      |  | ligne rouge |  | 79th vers 95th/Dan Ryan |
| modifier sur Wikidata |  |             |  |                         |